# Яница Костелич
Яница Костелич (на хърватски: Janica Kostelić) е хърватска скиорка, първата четирикратна олимпийска шампионка по ски алпийски дисциплини в историята на спорта.  Нейната главна дисциплина е слаломът.
Тя е родена на 5 януари 1982 в Загреб в спортно семейство. Неин треньор е баща ѝ, а по-големият ѝ брат, Ивица Костелич, също е известен скиор.
При завръщането си след контузия в коляното през 2001 г., тя печели Световната купа по ски-алпийски дисциплини през същата година. На Зимните олимпийски игри през 2002 г. тя печели три златни и един сребърен медал на ски-алпийските дисциплини – първите медали от зимни игри, спечелени от спортист от Хърватска.
През 2003 г. тя печели световната купа отново. В началото на 2004 г. отново получава контузия в коляното.